# Dímelo, dímelo
«Dímelo, dímelo» es una canción compuesta por el cantautor hispano-peruano Miki González, lanzado y editado inicialmente en un disco 45 RPM como primer sencillo del álbum Puedes ser tú, publicado en 1986.

## Información
La canción se convirtió en un gran éxito radial, siendo uno de los temas más destacados del álbum. Una nueva mezcla de la canción fue publicado por Discos Hispanos del Perú S.A., en septiembre de 1986.

### Letra
La letra, algo humorístico, es una crítica contra el consumismo excesivo que se refleja en la sociedad.

## Créditos
- Miki González: Voz y guitarra
- Eduardo Freire: Bajo y voz
- Filomeno Ballumbrosio: Cajón, percusión y voz